# دبوس الياقة

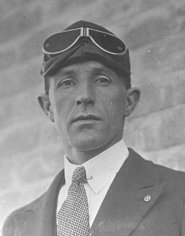
صورة التقطت في عام 1920م لأحد رواد الطيران الأستراليين، وهو نورمان بريرلي مرتدياً ربطة عنقه و واضعاً دبوس الياقة ونظارات الوقاية في أثناء الطيران.

 دبوس الياقة (بالإنجليزية: Collar pin)‏ هو نوع من حلي الرجال يُثبيت في نهاية ياقة القميص الرسمي.